# Büyük Beşike
Büyük Beşike (grafia oficial en turc, també coneguda com a Beshike o Besike) és una badia de la costa occidental de l'Àsia Menor enfront de l'illa de Tènedos a 23 al sud de Kum Kale. Al seu interior estava situada la Troia clàssica entre els caps Kum Burnu i Beixik Burnu.
Les flotes britànica i francesa van ser a Beşike el juny de 1853 poc abans de l'esclat de la guerra de Crimea. Els britànics hi van enviar la seva flota el 1876 i el 1878.